# Cryptolectica
Cryptolectica is een geslacht van vlinders uit de familie mineermotten (Gracillariidae).
Het geslacht omvat volgende soorten:
- Cryptolectica capnodecta Vári, 1961
- Cryptolectica chrysalis Kumata & Ermolaev, 1988
- Cryptolectica ensiformis (Yuan, 1986)
- Cryptolectica euryphanta (Meyrick, 1911)
- Cryptolectica lazaroi Landry, 2006
- Cryptolectica monodecta (Meyrick, 1912)
- Cryptolectica pasaniae Kumata & Kuroko, 1988